# Gilbertown
Gilbertown és una població dels Estats Units a l'estat d'Alabama. Segons el cens del 2000 tenia 187 habitants.

## Demografia
Segons el cens del 2000, Gilbertown tenia 187 habitants, 90 habitatges, i 54 famílies. La densitat de població era de 90,3 habitants/km².
Dels 90 habitatges en un 24,4% hi vivien nens de menys de 18 anys, en un 48,9% hi vivien parelles casades, en un 7,8% dones solteres, i en un 38,9% no eren unitats familiars. En el 35,6% dels habitatges hi vivien persones soles el 21,1% de les quals corresponia a persones de 65 anys o més que vivien soles. El nombre mitjà de persones vivint en cada habitatge era de 2,08 i el nombre mitjà de persones que vivien en cada família era de 2,69.
Per edats la població es repartia de la següent manera: un 18,7% tenia menys de 18 anys, un 5,9% entre 18 i 24, un 26,7% entre 25 i 44, un 30,5% de 45 a 60 i un 18,2% 65 anys o més.
L'edat mediana era de 43 anys. Per cada 100 dones hi havia 83,3 homes. Per cada 100 dones de 18 o més anys hi havia 85,4 homes.
La renda mediana per habitatge era de 27.917 $ i la renda mediana per família de 44.167 $. Els homes tenien una renda mediana de 40.625 $ mentre que les dones 21.250 $. La renda per capita de la població era de 18.492 $. Aproximadament el 15,5% de les famílies i el 23,1% de la població estaven per davall del llindar de pobresa.

## Poblacions més properes
El següent diagrama mostra les poblacions més properes.